# The Cycles: International Grand Prix Racing
The Cycles: International Grand Prix Racing je závodní počítačová hra, kterou vyvinula kanadská společnost Distinctive Software a v roce 1989 vydala americká firma Accolade pro platformy MS-DOS a Amiga, později i pro ZX Spectrum, Amstrad CPC,  Macintosh a C64. Jedná se o simulaci Mistrovství světa silničních motocyklů, hra obsahuje všechny závody šampionátu Grand Prix ze sezóny 1989.
Herní engine je podobný tomu z jiné videohry od Accolade Grand Prix Circuit (1988), ve které jde o závody Formulí 1. Zde se však vyskytují na okruzích i mírná převýšení, což u Grand Prix Circuit chybí. Tratě jsou tam absolutně rovné.

## Popis

### Nastavení
Po úvodním intru obsahujícím mj. animaci log firem Distinctive Software a Accolade a seznam tvůrců se hráč dostane do úvodní obrazovky s nastavením.
Choose Game Type – výběr herního módu: 
Practice – tréninková jízda na čas určená k poznání okruhu a zdokonalení jízdních technik.
Single Race – závod i s kvalifikací pouze na jediném zvoleném okruhu.
Championship Circuit – kompletní šampionát i s kvalifikacemi ke každému závodu. Pro kubaturu 125 cc nejsou k dispozici okruhy Laguna Seca International Raceway (USA) a Autodromo Goiania (Brazílie).
Difficulty Level – výběr obtížnosti od nejlehčí (Beg. = Beginner, začátečník) po nejtěžší (Pro = profesionál). Celkem je pět stupňů obtížnosti, přičemž při těch snadnějších má např. řazení převodových stupňů na starosti počítač, nikoli hráč.
Enter Your Name – zde hráč zadá jméno, pod kterým chce soutěžit.
Laps Per Race – volba počtu kol v závodě, standardně jsou nastaveny tři, nejvyšší možný počet je 99.
Specifications – v další obrazovce následuje výběr kubatury neboli třídy motocyklů. K dispozici jsou tři, od nejslabší 125 cc přes 250 cc po nejsilnější 500 cc.
125 cc – 54 x 54,5 mm vodou chlazený jednoválcový dvoutaktní motor, karburátor Mikuni, přední vidlice Showa, zadní odpružení Öhlins, brzdové třmeny a kotouče Brembo, šestistupňová převodovka, pneumatiky Michelin.
250 cc – 54 x 54,5 mm vodou chlazený dvouválcový dvoutaktní motor, karburátor Dell'Orto, přední vidlice Öhlins, zadní odpružení Öhlins, brzdové třmeny Brembo, hliníkový brzdový kotouč Zanzani, šestistupňová převodovka, pneumatiky Michelin.
500 cc – 56 x 50,6 mm vodou chlazený čtyřválcový dvoutaktní motor, karburátor Mikuni, přední vidlice Öhlins, zadní odpružení Öhlins, ocelové brzdové kotouče Yamaha, brzdové třmeny Lockheed a Nissin, šestistupňová převodovka, pneumatiky Michelin.
Choose Your Track – výběr závodního okruhu, k dispozici je celkem 15 tratí, viz tabulka níže.

### Kvalifikace / závod / šampionát
Každý závod (ať už samostatný nebo v rámci šampionátu) začíná jednokolovou kvalifikační jízdou, při které je hráč na trati sám a snaží se dosáhnout nejlepšího možného času. Podle něj se pak určí pořadí na startovní čáře oproti devíti počítačem ovládaným závodníkům. V případě zajetí nejrychlejšího kvalifikačního času jezdec startuje z prvního místa (tzv. pole position), v případě nejpomalejšího času startuje v závodě z poslední, tedy desáté pozice.
Kvalifikační jízdu i závod hráč absolvuje přímo z pozice jezdce s číslem 34, před sebou vidí řídítka a přední část motocyklu. Každý okruh má svá specifika, kromě zatáček, esíček, mírných kopečků a sjezdů mohou některé z nich obsahovat i tunely. V případě nedokončení kvalifikační jízdy např. kvůli „zavaření“ motoru se ve výsledkové listině zobrazí zkratka DNQ (Did Not Qualify, nekvalifikoval se), při nedokončení závodu (např. kvůli poruše motoru, nárazu do zdi či kolizi se soupeřem a následném pádu) se ve výsledcích zobrazí DNF (Did Not Finish, nedokončil závod).
Horní část obrazovky je rozdělena do tří sektorů. V levém se nachází mapka okruhu se startem/cílem, směrem jízdy a aktuální polohou všech závodníků. Prostřední obsahuje zpětné zrcátko, zařazený rychlostní stupeň (Gear) a aktuální rychlost (Speed). V pravém lze nalézt informace o aktuálním umístění hráče (P–Position) a kole (L–Lap), pod nimi běží dva časy: horní je celkový čas a spodní je čas aktuálního kola. Úspěšná jízda závisí na řidičských schopnostech hráče a také na znalostech jednotlivých tratí. Pokud se hráč v závodě umístí do třetího místa, objeví se animace stupňů vítězů. Po závodním klání se objeví statistika s celkovým časem závodu, nejvyšší dosaženou rychlostí a průměrnou rychlostí, nejrychlejším kolem a jeho časem a průměrnou rychlostí. Pod ní je výsledková listina s pořadím jezdců a získanými body.
Šampionát se jede postupně – všech 15 okruhů i s kvalifikačními jízdami (seznam viz níže). Body z jednotlivých tratí se započítávají do celkového hodnocení.

## Bodování
Bodování po každém závodě je následující:
- 1. místo: 20 bodů
- 2. místo: 17 bodů
- 3. místo: 15 bodů
- 4. místo: 13 bodů
- 5. místo: 11 bodů
- 6. místo: 10 bodů
- 7. místo: 9 bodů
- 8. místo: 8 bodů
- 9. místo: 7 bodů
- 10. místo: 6 bodů

## Seznam okruhů
| Země                   | Název okruhu                      | Lokalita             | Délka trati |
| ---------------------- | --------------------------------- | -------------------- | ----------- |
| Japonsko               | Suzuka Circuit                    | Suzuka               | 3,695 mil   |
| Austrálie              | Phillip Island                    | Victoria             | 2,764 mil   |
| Spojené státy americké | Laguna Seca International Raceway | Monterey, Kalifornie | 2,196 mil   |
| Španělsko              | Circuito de Jerez                 | Jerez de la Frontera | 2,620 mil   |
| Itálie                 | Misano                            | Misano Adriatico     | 2,167 mil   |
| Západní Německo        | Hockenheimring                    | Hockenheim           | 4,218 mil   |
| Rakousko               | Salzburgring                      | Salcburk             | 2,630 mil   |
| Jugoslávie             | Rijeka                            | Rijeka               | 2,590 mil   |
| Nizozemsko             | Circuit Van Drenthe               | Assen                | 3,810 mil   |
| Belgie                 | Circuit de Spa-Francorchamps      | Stavelot             | 4,310 mil   |
| Francie                | Circuit Bugatti                   | Le Mans              | 2,640 mil   |
| Anglie                 | Donington Park                    | Leicestershire       | 2,500 mil   |
| Švédsko                | Scandinavian Raceway              | Anderstorp           | 2,510 mil   |
| Československo         | Autodrom Brno                     | Brno                 | 3,350 mil   |
| Brazílie               | Autódromo Goiânia                 | Goiânia              | 2,380 mil   |